# Brights
The Brights (ungefär De Upplysta) är en existerande fri förening som har medlemmar över hela världen. The Brights anser att allt i världen kan förklaras naturligt och att det inte finns något övernaturligt eller metafysiskt.
Brightarnas filosofi går ut på att universum och allt däri kan förklaras naturalistiskt. Inga övernaturliga fenomen eller företeelser existerar mer än som vantolkade begrepp. Alla former av vidskepelse och tro på metafysik är felaktiga på ett eller annat sätt. Universum och allt däri förklaras bäst genom ett vetenskapligt resonemang. 
Från den internationella hemsidan finns följande beskrivning: 
- En bright är en person som har en naturalistisk världsåskådning
- En brights världsåskådning är fri från övernaturliga och mystiska element
- En brights etik och handlingar grundas i en naturalistisk världsåskådning

The brights har världskända medlemmar som skeptikern James Randi, professor Richard Dawkins, Daniel Dennett och de satiriska komikerna och illusionisterna Penn & Teller.

## Kritik mot the Brights
En del kritiker menar att Brights bara är ett annat ord för sekulär humanism.
Andra kritiserar ordet brights som tycks antyda att man som bright anser att man är förmer än andra.